# Paweł Zugaj
Paweł Zugaj (ur. 1 października 1979, zm. 14 września 2009) – polski kolarz szosowy, wielokrotny medalista mistrzostw Polski w kolarstwie szosowym i torowym oraz wicemistrz Europy w jeździe na czas z 2000 roku.
Zginął w wypadku samochodowym 14 września 2009. Do zdarzenia tego doszło na remontowanym odcinku drogi Koszalin – Płoty.